# Flaming
«Flaming» (с англ. — «Пылающий, пламенный») — песня группы Pink Floyd с альбома 1967 года The Piper at the Gates of Dawn. Представлена на первой стороне LP четвёртым по счёту треком. Автором музыки и слов песни является Сид Барретт, он же исполнил вокальную партию в записи песни, после ухода из группы Барретта вокальная партия исполнялась или Роджером Уотерсом или Дэвидом Гилмором.
«Flaming» не была включена в американскую версию альбома The Piper at the Gates of Dawn, но была выпущена 6 ноября 1967 года в США в виде сингла с песней «The Gnome» на второй стороне, аранжировка «Flaming» при этом отличалась от альбомной. В 1992 году версия «Flaming» с сингла была записана в сборнике A CD Full Of Secrets, выпущенном в США.

## Исполнение на концертах
«Flaming» исполнялась музыкантами группы Pink Floyd в Париже 20 февраля 1968 года в музыкальной программе Bouton Rouge. Песню открывала мелодия, которую Уотерс сыграл на слайд-уистле (англ. Slide whistle), вокальная партия исполнялась Гилмором. Это концертное выступление, в котором наряду с «Flaming» звучали также композиции «Astronomy Domine», «Let There Be More Light» и «Set the Controls for the Heart of the Sun» 24 февраля было показано в телеэфире каналом ORTF2.
Концертные версии песни также записывались для BBC разными составами и для французской телевизионной передачи «Tous en Scene», снятой 31 октября 1968 года и показанной по ORTF2 26 ноября.

## Интересный факт
- В процессе работы над песней музыканты Pink Floyd использовали записи пения кукушки, звона колокольчиков и прочие «природные звуки», взятые из коллекции студии Abbey Road[11].

## Участники записи
- Сид Барретт — электрогитара, двенадцатиструнная акустическая гитара, вокал, заводные игрушки;
- Роджер Уотерс — бас-гитара, слайд-вистл[англ.], бэк-вокал, заводные игрушки;
- Ричард Райт — пианино, орган Farfisa[англ.], орган Хаммонда, орган Lowrey[англ.], бэк-вокал, заводные игрушки;
- Ник Мейсон — барабаны, сагаты, заводные игрушки.